# Ernst Friesenhahn
Ernst Friesenhahn (* 26. Dezember 1901 in Oberhausen; † 5. August 1984 in Bonn) war ein deutscher Staats- und Kirchenrechtler in Bonn.

## Leben und Werk
Ernst Friesenhahn, der 1927 von seinem akademischen Lehrer Carl Schmitt promoviert wurde, sich von diesem aber wegen dessen Verstrickung in das NS-Regime abwandte, begann und beendete seine wissenschaftliche Karriere an der Rheinischen Friedrich-Wilhelms-Universität in Bonn. Dem Institut war er seit Beginn seiner Assistententätigkeit an der Juristischen Fakultät 1925 in besonderer Weise verbunden. Hier vertrat er zunächst ab 1938 als außerplanmäßiger Professor den Lehrstuhl von Johannes Heckel.
Nach der „Machtergreifung“ der Nationalsozialisten hatte er sich 1933 als Parteianwärter der NSDAP vormerken lassen und trat auch der SA bei. Er trat aber bereits 1934 wieder aus der SA aus.
Anders als Schmitt und Heckel lehnte Friesenhahn das nationalsozialistische Regime anschließend ab, was er zum Teil auch öffentlich bekundete. Infolge systemkritischer Äußerungen wurde er in seiner wissenschaftlichen Karriere behindert. Trotzdem wurde er 1938 ao. Professor für Staats- und Steuerrecht in Bonn.  Während der Kriegsjahre zog er sich aus politischen Gründen gänzlich von seiner Lehrtätigkeit zurück. Seine erste planmäßige Professur erhielt er daher erst nach Ende des Dritten Reiches. Zum 1. April 1946 wurde er in Bonn Ordinarius für Staats-, Verwaltungs- und Völkerrecht. In dieser Funktion war er maßgeblich an dem Wiederaufbau der Fakultät beteiligt, die ihn daher noch heute in Ehren hält. Bereits vier Jahre später wurde Friesenhahn zum Rektor ernannt. Von 1951 bis 1963 war er zudem Richter des Bundesverfassungsgerichts in Karlsruhe. 1970 wurde er emeritiert. 1981 erhielt er den Ehrenring der Görres-Gesellschaft.
Friesenhahn beschäftigte sich zeitlebens mit staats- verfassungs- und kirchenrechtlichen Fragen. Mit seiner bei Carl Schmitt entstandenen Dissertation über den „Politischen Eid“, die bis heute eine der wenigen systematischen Arbeiten zum Thema ist, widmete er sich einer an politischer Aktualität gewinnenden Fragestellung. Auch als Richter des Bundesverfassungsgerichts behielt er einen scharfen Blick für funktional wichtige, aber wenig systematisierte Fragen. So prägte er den heutigen Inhalt des Begriffs „Staatsleitung“, die dem Parlament und der Regierung „zur gesamten Hand“ zustünde. Da es sich bei der von Friesenhahn erstmals beschriebenen „Staatsleitung“ um eine zentrale staatspolitische Funktion handelt, wird der Begriff im Sinne Friesenhahns auch in der Wissenschaft regelmäßig verwendet. Ein weiteres Beispiel für die Orientierung an der „Verfassungswirklichkeit“ ist Friesenhahns Beschreibung der politischen Parteien als „eigentliche Machtträger in der freien Demokratie“. Dies ist keineswegs selbstverständlich, erklärt das Grundgesetz in Art. 21 doch nur: „Die Parteien wirken bei der politischen Willensbildung des Volkes mit.“ In der Weimarer Republik war die Rolle der Parteien überhaupt nicht normiert. Es ist daher das Verdienst Friesenhahns, zusammen mit Gerhard Leibholz, die Vorstellung der Bundesrepublik als Parteienstaat oder parteienstaatliche Demokratie geprägt zu haben.
Seit seiner Studentenzeit war und blieb Friesenhahn ein aktives Mitglied der Katholischen Studentenvereine Vandalia Bonn und Alamannia Tübingen im KV.

## Auszeichnungen
- 1982: Großes Goldenes Ehrenzeichen für Verdienste um die Republik Österreich[2]

## Schriften (Auswahl)
- Der politische Eid, 1928 (zugleich Dissertationsschrift).
- Staatsrechtslehrer und Verfassung. Rektoratsrede vom 5. November 1950, Krefeld 1950.
- Über Begriff und Arten der Rechtsprechung unter besonderer Berücksichtigung der Staatsgerichtsbarkeit nach dem Grundgesetz und den westdeutschen Landesverfassungen, 1950.
- Parlament und Regierung im modernen Staat, 1958.
- Die Stellung der politischen Parteien in der Verfassung, in: Verhandlungen des 2. Deutsch-Italienischen Juristenkongresses vom 26.–28. September 1968 in Berlin, Karlsruhe 1969, S. 1 ff.
- Hrsg. mit Ulrich Scheuner: Handbuch des Staatskirchenrechts der Bundesrepublik Deutschland, 2 Bde., Berlin 1974/75.
- Bundesverfassungsgericht und Grundgesetz I/II. Festgabe aus Anlass des 25jährigen Bestehens des Bundesverfassungsgerichts, in Gemeinschaft mit Martin Drath, Ernst Friesenhahn, Wilhelm Karl Geck, Gerhard Leibholz, Gerd Roellecke, Hans F. Zacher und Konrad Zweigert hrsg. von Christian Starck, 1976.